# Рафаил (епископ Коломенский)
Епископ Рафаил (ум. 25 января 1653) — епископ Русской православной церкви, епископ Коломенский и Каширский.

## Биография
С 1613 года — архимандрит Рязанского Спасо-Преображенского монастыря.
17 декабря 1618 года хиротонисан во епископа Коломенского.
В 1620 году принимал участие в Соборе, созванном патриархом Филаретом для суда над митрополитом Сарским и Подонским Ионой (Архангельским).
В 1649 году был участником Собора в Москве, выступившего против введения единогласия в богослужение и постановившего: «Как было при прежних святителех, митрополитех и патриархех, по всем приходским церквям службы служити по прежнему, и вновь ничего не вчинати». 
В мае 1650 года во время восстание во Пскове возглавил делегацию, которая должна была вести переговоры с восставшими в Пскове. Переговоры шли долго и трудно, но в конце концов делегации Рафаила удалось склонить псковичей к крестному целованию (принесению присяги государю).
В октябре 1652 году уволен на покой. Причиной увольнения был, скорее всего, более чем почтенный возраст Коломенского епископа.
После ухода на покой принял схиму. Для Коломенских владык случай пострижения в схиму уникален.
Скончался 25 января 1653 года. Отпевание почившего в схиме святителя совершил его преемник по кафедре — епископ Павел. Погребен 11 февраля в Коломенском Успенском соборе у южной стены.
Преосвященный Рафаил был очень почитаем жителями Коломны. По его молитвам многие получали исцеление от болезней.